# Одно окно
Одно окно — это термин, обозначающий технологию предоставления услуг для граждан и бизнеса. Технология «одно окно» имеет целью снизить время вынужденного общения граждан и бизнеса и характеризуется тем, что оказание любых услуг концентрируется в одном месте, начиная от подачи заявления, до выдачи результатов решения исполнительного или иного органа. 
Важной составляющей этой технологии является минимизация количества документов, которые заявитель должен предоставлять в орган власти для принятия решения. Это достигается построением развитой инфраструктуры эффективного межведомственного взаимодействия, причём как на одном уровне власти (по горизонтали), так и межуровневого взаимодействия (по вертикали). Как правило, при предоставлении государственной услуги необходима информация из разных органов, включая разные уровни власти. 
В России принцип одного окна реализуется в системе межведомственного электронного взаимодействия, благодаря которой граждане и организации могут получать государственные услуги в многофункциональных центрах и на портале государственных услуг.
Термин одно окно отличается от Единого окна. В рамках одного окна объем документов, требуемых федеральными органами исполнительной власти, сохраняется без изменения, в то время как для реализации механизма Единого окна создается единый перечень документов и сведений для всех органов государственной власти, гармонизируется состав документов и сведений.

## Описание технологии
При использовании технологии «одно окно», от заявителя скрывается процесс межведомственного информационного обмена, заявитель перестаёт быть курьером для доставки информации о себе из одного ведомства в другое. Заявитель сдаёт один раз один  минимально необходимый набор документов в одном месте, одной формы, в одну службу, одному специалисту, и далее служба самостоятельно осуществляет все процедуры согласований и оформления.
Технология «одно окно» получает широкое распространение  благодаря применению современных информационно-коммуникационных технологий (ИКТ) в практике государственного управления, так как содержать большое количество курьеров невыгодно как государству, так и гражданам, а расположить все органы власти всех уровней в одном здании нереально. 
ИКТ позволяют организовать относительно недорогой информационный межведомственный обмен в рамках оказания государственных услуг и удешевить технологию «одно окно». При этом появляется возможность разделять территориально офисы по взаимодействию с заявителями («фронт-офисы») и офисы, где происходит обработка информации и принятие решений органами власти («бэк-офисы»). 
Немаловажным является также повышение оперативности процедур информационного обмена и, следовательно, оперативности предоставления коммерческих или государственных услуг.
Так как широкое применение технологии «одно окно» возможно благодаря применению современных ИКТ, эта технология является важной частью электронного правительства.
Помимо физических точек доступа к службам «одного окна», посредством применения современных ИКТ,  можно реализовать возможность обращения не выходя из дома через Интернет-порталы, терминалы с сенсорными дисплеями, call-центры, интерактивные справочные службы, точки беспроводного доступа и др. При этом необходимо обеспечивать доступность и простоту транзакций для пользователей (заявителей).